# Tour di Renato Zero
In questa pagina sono elencati tutti i tour (compresi concerti ed eventi speciali) del cantautore italiano Renato Zero, effettuati dal 1973 ad oggi.

## Riepilogo

### Tournée
- 1973-1974 - Renato Zero Freak Show
- 1975 - Renato Zero Zoo
- 1976-1977 - Trapezio
- 1977 - Zerofobia
- 1978 - Zerolandia
- 1979 - EroZero
- 1979-1980 - Zerolandia '80
- 1980 - Senza Tregua
- 1980-1981 - Natale a Zerolandia
- 1981-1982 - Natale a Zerolandia
- 1982-1983 - Natale a Zerolandia
- 1984-1985 - Identikit Tour
- 1985 - Caravan Zero
- 1985 - Capitan Zero
- 1986 - Zero Tour
- 1987-1988 - Zero Live
- 1989-1990 - Voyeur Tour
- 1989-1990 - Natale a Zerolandia - Voyeur Tour
- 1993 - ZerOpera
- 1993 - ZerOpera - Estate
- 1995 - L'imperfetto in Tour
- 1996 - Tutto Zero - I migliori anni della nostra vita
- 1998 - Tour dopo Tour
- 1999 - Cantiere Fonòpoli

### Anni 2000
| Titolo               | Inizio           | Fine             | Tappe | Spettacoli |
| -------------------- | ---------------- | ---------------- | ----- | ---------- |
| Prove di volo        | 12 aprile 2002   | 17 agosto 2002   | 33    | 39         |
| Cattura il sogno     | 29 maggio 2004   | 25 giugno 2004   | 4     | 5          |
| Il sogno continua... | 10 ottobre 2004  | 1º dicembre 2004 | 16    | 25         |
| ZeroMovimento        | 10 febbraio 2006 | 4 aprile 2006    | 14    | 25         |
| .MpZero              | 26 maggio 2007   | 20 giugno 2007   | 6     | 7          |
| ZeroNoveTour         | 16 ottobre 2009  | 22 dicembre 2009 | 12    | 30         |

### Anni 2010
| Titolo                     | Inizio           | Fine             | Tappe | Spettacoli |
| -------------------------- | ---------------- | ---------------- | ----- | ---------- |
| Amo in Tour                | 27 aprile 2013   | 28 febbraio 2014 | 14    | 59         |
| Alt in Tour                | 24 novembre 2016 | 29 gennaio 2017  | 11    | 31         |
| Zerovskij - Solo per amore | 1º luglio 2017   | 9 settembre 2017 | 5     | 11         |
| Zero il Folle in Tour      | 1º novembre 2019 | 31 gennaio 2020  | 11    | 28         |

### Anni 2020
| Titolo                            | Inizio       | Fine             | Tappe | Spettacoli |
| --------------------------------- | ------------ | ---------------- | ----- | ---------- |
| Zero a Zero - Una sfida in musica | 7 marzo 2023 | 4 maggio 2023    | 10    | 24         |
| Autoritratto - I concerti evento  | 2 marzo 2024 | 10 novembre 2024 | 14    | 38         |

## Eventi speciali
Sono qui elencati i seguenti concerti-evento, tali da non considerarsi veri e propri tour, in quanto dei brevi cicli di spettacoli tenutisi in una sola città e location, spesso realizzati appositamente in occasione del compleanno del cantautore (come accaduto per Da Zero a 30 nel 1980, per Zero 40 nel 1990, Sei Zero nel 2010 e 070 nel 2022):
| Titolo              | Inizio            | Fine              | Città            | Luogo                             | Spettacoli |
| ------------------- | ----------------- | ----------------- | ---------------- | --------------------------------- | ---------- |
| Da Zero a 30        | 30 settembre 1980 | 1º ottobre 1980   | Lido di Camaiore | Bussoladomani                     | 2          |
| Estate a Zerolandia | 1º luglio 1981    | 30 settembre 1981 | Lido di Camaiore | Bussoladomani                     | 15         |
| Stellarium          | 9 luglio 1990     | 30 agosto 1990    | Lido di Camaiore | Bussoladomani                     | 8          |
| Zero40              | 28 settembre 1990 | 30 settembre 1990 | Firenze          | Teatro Tenda                      | 3          |
| Sei Zero            | 29 settembre 2010 | 9 ottobre 2010    | Roma             | Piazza di Siena in Villa Borghese | 8          |
| Alt! Arena arrivo!  | 1º giugno 2016    | 3 giugno 2016     | Verona           | Arena di Verona                   | 3          |
| 070                 | 23 settembre 2022 | 1º ottobre 2022   | Roma             | Circo Massimo                     | 6          |

## Cronistoria

### I primi live (1973-1976)

#### No! Mamma, no!
La prima serie di live di Renato Zero risale al 1973, anno del suo debutto discografico con l'album No! Mamma, no!, per il quale si decide di registrare i brani interamente dal vivo, alla presenza del pubblico del Folkstudio di Roma. Il risultato non convince l'artista, che opterà così per uno pseudo-live, dove gli applausi superstiti delle registrazioni vengono legati alle esecuzioni in studio.
Ultimato, il disco viene ufficialmente lanciato con uno spettacolo di presentazione al Teatro Centrale di Roma, dal 3 al 7 ottobre dello stesso anno, davanti a discografici, giornalisti, fotografi e manager, per poi essere presentato dal 3 al 21 gennaio 1974 al club Number One.
Nel freak show (così definito in locandina), da lui interamente ideato e diretto, Zero esegue le canzoni del suo primo 33 giri, accompagnato sul palco da un complesso di 5 musicisti e da 4 ballerine, tra cui Marina Marfoglia.

#### Renato Zero Zoo
Insieme al medesimo balletto al femminile dà poi vita al Renato Zero Zoo, spettacolo itinerante che porta in scena per tutto il 1975, sia in serate indipendenti che come supporter di apertura del gruppo rock Il Rovescio della Medaglia, nel quale si aggiungono anche i brani tratti dal suo secondo lavoro, Invenzioni.
In questo stesso periodo, Renato lascia la Play Delta di Pino Sciortino e Fausto Paddeu, società che fino ad allora organizzava le sue serate (con la quale decise di interrompere il rapporto ufficialmente per ''motivi discografici e di organizzazione''), scegliendo di girare l'Italia a bordo di un furgone, da lui chiamato Orazio, in maniera totalmente autonoma: oltre ad essere l'artista sul manifesto, Zero funge anche da autista, meccanico, tecnico audio-luci e manager di se stesso.

#### Trapezio
Nel 1976 (e fino all'inizio dell'anno seguente), una volta riuscito ad ottenere le basi musicali delle sue canzoni da parte della sua casa discografica, la RCA, il cantautore si prodiga in un lungo tour nei locali italiani, perlopiù balere e discoteche, dedito in particolar modo a promuovere il suo terzo album, Trapezio.
Tra una esibizione e l'altra (nelle quali Renato comincia ad indossare stravaganti costumi con cambi d'abito frequenti e veloci, che da qui diventano una prerogativa di tutti i suoi live futuri), c'è spazio per i dialoghi con il pubblico, senza farsi mancare scherni, battibecchi e accese discussioni con alcuni spettatori, spesso detrattori e curiosi di turno.
- Scaletta tipica:

1. Il caos

1. L'evento
2. Inventi
3. Metrò
4. No! Mamma, no!
5. Hanno arrestato Paperino
6. Scegli adesso oppure mai
7. Una sedia a ruote
8. Motel
9. Madame
10. Salvami!
11. Il caos (ripresa)
12. Un uomo da bruciare (cantata solo a Chiesina Uzzanese e a Rubiera)

### L'exploit conZerofobiaeZerolandia(1977-1978)

#### Zerofobia
In concomitanza con la pubblicazione del quarto album, Zerofobia (1977), l'artista scrive un nuovo spettacolo dal titolo omonimo. Trattasi, recita il manifesto promozionale, di «''Zerofobia'': malattia in 2 tempi. Inventata, contagiata, sofferta da Renato Zero».
Lo spettacolo si divide in due atti: nel primo Renato interagisce continuamente con il pubblico, presentando brani facenti parte del repertorio passato e seguendo come filo logico la storia della sua vita. Nella seconda parte comincia lo spettacolo vero e proprio, un musical (sarà il suo modo di presentarsi al pubblico per tutto il suo percorso artistico) incentrato su un'analisi dissacrante della società e i suoi ''mali'', durante il quale canta i nuovi brani attorniato da svariate figure - l'amante, la madre, il padre, la peripatetica, ecc. - interpretate da ''mimi-ballerini'', con cui intrattiene dialoghi pre-registrati. Nel finale, divenuto poi cult, in occasione del brano Il cielo, tutto il pubblico viene coperto da un enorme telo azzurro stellato, sorretto dai ballerini.
È da considerarsi la prima tournée di successo di Zero, con la quale spopola nell'intera penisola e balza all'attenzione dell'opinione pubblica nazionale, permettendogli inoltre di raggiungere le zone alte della classifica (anche grazie al singolo tratto dal disco, il 45 giri Mi vendo/Morire qui) e di muovere i primi passi da gigante nel panorama musicale italiano.
Si contano infatti, approssimativamente, oltre 60 repliche dello spettacolo, svoltosi in discoteche e maggiormente nei teatri (ad eccezione della tappa di Bologna e di Cantù, effettuate nei rispettivi palasport), per tutta la seconda metà del 1977. Da segnalare la doppia tappa romana, dal 4 al 16 ottobre al Teatro Tenda di Piazza Mancini, con un totale di ben dodici giorni di permanenza, e dal 25 al 29 dicembre al Teatro Tenda a Strisce, inaugurando la tradizione degli spettacoli natalizi.
A riprova del forte interesse suscitato, lo spettacolo viene inoltre ripreso dalle telecamere Rai e trasmesso il successivo 8 aprile 1978, in seconda serata sulla Rete 2, per la regia di Paolo Poeti. Successivamente, nel 1993, la stessa registrazione viene pubblicata su VHS e nel 2016 anche su DVD, nella collana Zero Collection.

#### Zerolandia
La crescente e vertiginosa popolarità, che dà ufficialmente origine al ''fenomeno Zero'', si conferma nel 1978, quando l'uscita di Zerolandia, il suo quinto disco, che lo porta nuovamente al vertice delle hit parade, è di poco anticipata da un altro giro di concerti, avvenuti nel periodo estivo dello stesso anno.
Lo spettacolo, anch'esso intitolato Zerolandia, vede Renato da solo sul palco, quest'ultimo caratterizzato da un semplice fondale composto da cinque pannelli di colore rosso e nero (sui quali è scandito in sillabe il nome e cognome dell'artista; gli stessi fungono da porte per l'ingresso e l'uscita di Zero), sormontati ai lati da due gigantografie della foto di copertina dell'album.
È anch'esso articolato in due parti distinte: nella prima, il cantautore introduce e canta i brani già pubblicati nei precedenti album, entrando in scena su La favola mia (brano inedito del tour Zerofobia, pubblicato soltanto in questo successivo album) con un abito in stile strega di Biancaneve, eseguendo poi i restanti brani indossando soltanto una tutina di raso rosso portata sotto al mantello del costume precedente. Nella seconda parte, invece, Zero interpreta le canzoni tratte dall'ultimo lavoro discografico, abbinando a ciascun brano un cambio d'abito, con costumi totalmente nuovi, tra cui la celebre tutina gialla con triangoli verdi indossata sulla hit Triangolo.
Alla tournée estiva, composta da un totale approssimativo di 37 spettacoli, seguiranno altri concerti della stessa serie, tra cui i festeggiamenti del compleanno dell'artista in Versilia, esibendosi al Bussoladomani di Lido di Camaiore (tradizione inaugurata l'anno precedente, nella medesima location) e una ripresa nel periodo natalizio, sempre presso il Teatro Tenda a Strisce di Roma.
Gran parte del tour sarà poi ''ricostruito'' (insieme ad immagini autentiche dei concerti) nel primo e unico film da protagonista di Zero, Ciao ni! (1979), utilizzando come colonna sonora alcuni dei brani cantati nello spettacolo, mantenendone lo stesso impianto scenico e gli stessi costumi.
- Scaletta tipica:

Primo tempo
1. La favola mia
2. Vivo
3. Manichini
4. Un uomo da bruciare
5. Tragico samba
6. Morire qui
7. Mi vendo
8. Il cielo

Secondo tempo
1. Io uguale io
2. Chi sei
3. Sesso o esse
4. Fermati
5. Amaro Madely
6. Sbattiamoci
7. Sogni di latta
8. Triangolo
9. Uomo, no!

### Gli anni d'oro «sotto il tendone»(1979-1983)

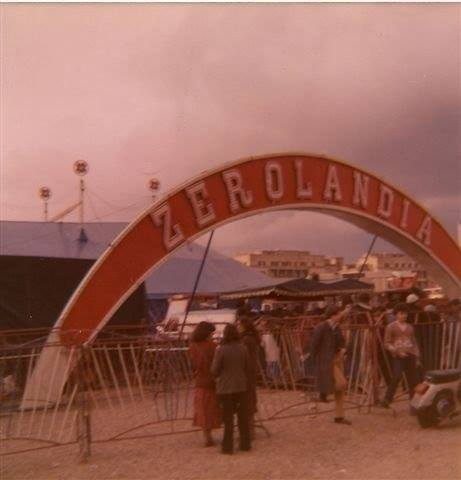
Il "Circo Americano" ribattezzato "Zerolandia" nel 1979.

Nella primavera del 1979, Zero affitta un tendone per dare forma e spazio a Zerolandia, ovvero un luogo immaginario che rappresenta il suo mondo, la sua idea di favola e che il cantautore definisce, nella nota di copertina dell'omonimo album del 1978, «terra di verità e d'illusione, di prosaiche poesie e di poetiche follie»; un luogo nel quale si può «entrare senza passaporto».
Per realizzare questa idea, si rivolge alla famiglia di Enis Togni, la quale gli affitta il tendone utilizzato per il "Circo Americano", che per l'occasione viene fermato per tre mesi; lo chapiteau è ribattezzato, appunto, "Zerolandia".

#### EroZero

Renato Zero all'esterno del Tendone di Zerolandia nel 1979.

Il primo tour che Zero realizza sotto la tenda è EroZero (anche conosciuto come La favola di EroZero), legato all'album dal medesimo titolo, EroZero, il sesto in carriera, che mette a segno la sua consacrazione definitiva.
Lo spettacolo è un variopinto e ambizioso recital sull'eterno conflitto tra la vita e la morte, da lui ideato, scritto e diretto. La scenografia, anch'essa disegnata dal cantautore, rappresenta in maniera stilizzata una vista notturna, con il cielo stellato e la luna.
Molteplici costumi creati ad hoc e vari personaggi di contorno arricchiscono la messinscena: al fianco di Renato (l'uomo) ci sono attori e ballerini (nei panni della vita, la morte, l'amore, il poeta, il travestito, l'allibratore, Arlecchino, Pinocchio, Babbo Natale, l'industriale e le guardie) e due cantanti emergenti, Farida (la donna) e Yo Yokaris (nel triplice ruolo del tempo, il venditore e il mago). A quest'ultimi, entrambi sostenuti e prodotti dalla nascente casa discografica di Zero, l'omonima Zerolandia, vengono affidati brani inediti composti appositamente per la trama del musical da Renato stesso.
Per questo tour vengono messi a disposizione l'intero staff del Circo Americano, il parco automezzi, il bar, la biglietteria e le arcate di ingresso, sulle quali viene impressa la scritta "Zerolandia", anziché "American Circus", dando così la sensazione allo spettatore di entrare in un'altra dimensione, in un mondo parallelo a quello circostante.
I Togni si occupano, inoltre, del reperimento delle aree e della pubblicità. Il tour, partito da Roma il 23 marzo 1979, per poi toccare le principali città italiane (tra le quali Bologna, Pisa, Torino e Verona), registra la presenza di circa 295.000 spettatori in 59 spettacoli.

##### Scaletta
Primo tempo
1. Intro
2. Io uguale io
3. Periferia
4. Sogni di latta
5. Baratto
6. Io donna (inedito, cantato da Farida)
7. Il tempo (inedito, cantato da Yo Yokaris)
8. La tua idea
9. Gettone
10. Nascondimi
11. Re dell'atomo (inedito - interpretato in scena da Alberto Ambrosio)
12. Arrendermi mai

Secondo tempo
1. Grattacieli di sale
2. Fermati
3. Sbattiamoci
4. Civiltà (inedito)
5. Fermoposta
6. Amore in saldo (inedito, cantato da Farida)
7. Sesso o esse
8. La favola mia
9. Il mago delle nuvole (inedito, cantato da Yo Yokaris)
10. Uomo, no!
11. Il carrozzone (con tutti i personaggi in coro)

#### Zerolandia '80

Renato Zero all'esterno del Tendone di Zerolandia, nel 1979.

Dopo l'esperienza primaverile, Renato intende continuare ad esibirsi sotto al tendone e trascorrere le feste natalizie insieme al suo pubblico, sulla base di quanto fatto già nei due anni precedenti al Teatro Tenda a Strisce di Roma.
L'artista dà quindi il via alla serie di spettacoli intitolati Zerolandia '80, che dall'anno successivo assumono il nome Natale a Zerolandia e proseguono, a cadenza annuale, fino alle strenne 1982-1983, diventando in poco tempo un appuntamento irrinunciabile e un momento di ritrovo per tutti gli «zerofolli» e non solo.
I concerti si svolgono a Roma nel periodo di Natale e Capodanno e in una città del nord Italia nel periodo dell'Epifania, con replica pomeridiana la domenica e il giorno di Natale.

Renato Zero mentre estrae dal baule in vimini il costume utilizzato per cantare il brano Sgualdrina durante lo spettacolo Zerofobia del 1977.

In più, durante la serata del 24 dicembre, lo spettacolo viene interrotto allo scoccare della mezzanotte per officiare la messa, celebrata - come più volte dichiarato dallo stesso Zero - da un prete in blue jeans, per poi riprendere regolarmente il suo corso una volta distribuiti panettone, pandoro e torrone.
Per il primo anno, la famiglia Togni gli affitta nuovamente il Circo Americano e i live si tengono a Roma dal 22 dicembre 1979 al 2 gennaio 1980, e a Milano dal 6 al 18 gennaio 1980. Nella tappa romana il tendone viene montato al Foro Italico, in Viale dei Gladiatori, mentre nella città milanese viene installato nel quartiere Varesine, in Viale della Liberazione.
Lo spettacolo consiste in un compendio della produzione dell'artista, da solo in scena, con il meglio del suo repertorio dagli inizi fino ad ora. Sul palcoscenico sono presenti una sedia di legno, riprodotta in dimensioni giganti, un baule in vimini e un pianoforte.
Durante il concerto, Renato estrae dal baule dei ricordi alcuni mantelli, vestaglie e cappelli utilizzati nelle tournée passate. I cambi d'abito, invece, sono circa quattro nell'arco dello spettacolo.

Anche in questa occasione Zero canta su basi musicali, eccezion fatta per alcuni brani, eseguiti con l'accompagnamento al pianoforte del maestro Piero Pintucci (storico collaboratore e autore di molte composizioni di Renato, tra il 1976 e il 1981).

Renato Zero mentre canta il brano Buon Natale a Zerolandia '80.

Tra questi, nel finale di scaletta, viene presentato in anteprima il brano Buon Natale, interpretato con un costume da albero di Natale. L'inedito viene poi inserito nel successivo disco, Tregua.
La scaletta non era sempre uguale, ma variava di sera in sera.
- Scaletta tipica:

1. L'evento
2. Vivo
3. La rete d'oro
4. La tua idea
5. Inventi
6. Sergente, no!
7. No! Mamma, no!
8. Sgualdrina
9. Hanno arrestato Paperino
10. Tu che sei mio fratello
11. Fermati
12. Il carrozzone
13. Morire qui
14. Manichini
15. L'ambulanza
16. Qualcuno mi renda l'anima
17. Salvami!
18. Tragico samba
19. Una sedia a ruote
20. Il cielo
21. Buon Natale (inedito - accompagnato al pianoforte da Piero Pintucci)

#### Senza Tregua
All'uscita del doppio album Tregua, nel giugno 1980, segue quasi immediatamente il tour correlato, intitolato Senza Tregua, il primo del cantautore svoltosi negli stadi italiani.
Il palco, di grandi dimensioni, è bordato da una gigante scritta luminosa, ''Zerolandia'' (posta sotto di esso o talvolta al centro dello stadio), ed arricchito dalla presenza di una band di 7 elementi. Zero, infatti, abbandona le basi e canta accompagnato da veri musicisti, i più stretti e storici collaboratori del periodo: Flaviano Cuffari (batteria), Dino D’Autorio (basso), Franco Di Stefano (percussioni), Massimo Fumanti (chitarra elettrica), Michele Santoro (chitarra acustica, elettrica, prophet), Stefano Senesi (polimoog, clavinet, minimoog, oberheim) e il Maestro Piero Pintucci (piano). Ospiti fissi i suoi due pupilli, già lanciati nel precedente EroZero, Farida e Yo Yokaris.

Renato Zero mentre canta Non sparare, durante il tour Senza Tregua del 1980.

Per l’occasione Renato sfoggia nuovi costumi, tra i quali rimangono noti la lunga giacca bianca con cappello bianco da capitano (con sopra scritto Tregua in paillettes argentate) e quello da "uccello", con mantello piumato giallo e annesso copricapo con becco e piume gialle e blu. Con quest'ultimo canta Non sparare, brano contro la caccia.
Data l'impossibilità di uso del campo da gioco (che non viene concesso in nessuno stadio), Renato scende spesso dal palco per avvicinarsi alle gradinate ed escogita una simpatica trovata per salutare il suo pubblico: un giro, per tutta la pista d’atletica, a bordo di un carro, trainato da un cavallo nero. Nasce qui il famoso appellativo di ''sorcini'', che Zero conia per identificare i suoi accaniti seguaci.
Il debutto avviene (dopo le prime prove, avvenute a giugno nella Repubblica di San Marino) il 3 luglio 1980 allo Stadio Comunale di Bologna, per poi proseguire fino al mese successivo, giungendo anche al sud Italia (nelle città di Napoli, Palermo, Catania, Bari e Cagliari), che risponde all'arrivo dell'artista con affetto e ammirazione. Sono stimate circa 20 date, tutte esaurite, per un totale di 460.000 spettatori paganti.
A testimonianza del tour viene realizzato uno special a cura di Marcello Avallone, all'interno del programma Rai Variety, chiamato ...3, 2, 1... Zero! e trasmesso in prima serata sulla Rete 1 nella puntata del 17 luglio 1980, con spezzoni e dietro le quinte tratti dalle tappe di Savona e Brescia.

#### Da Zero a Trenta
Terminato il tour estivo, Zero ritrova i suoi fans per celebrare il suo trentesimo compleanno, organizzando in maniera indipendente un doppio concerto (conosciuto con il titolo Da Zero a Trenta) nei giorni 30 settembre e 1º ottobre 1980, tenutosi come da tradizione presso il Bussoladomani, teatro tenda di Lido di Camaiore, che ospita la sua ''festa'', senza interruzioni, dal 1977.
Nei due live, Renato indossa due costumi creati appositamente per l'evento, al quale prendono parte anche svariati amici, tra cui Loredana Bertè e Stefania Rotolo.
- Scaletta tipica:

1. Niente trucco stasera
2. Paleobarattolo
3. No! Mamma, no!
4. Sergente no!
5. Il caos
6. L'evento
7. Qualcuno mi renda l'anima
8. Metti le ali
9. Hanno arrestato Paperino
10. Salvami
11. Profumi balocchi e maritozzi
12. Manichini
13. Morire qui
14. Vivo
15. Potrebbe essere Dio
16. Una sedia a ruote
17. Chi più chi meno
18. Chiedi di più
19. Fermati
20. Uomo, no!
21. Fortuna
22. La rete d'oro
23. La tua idea
24. Buon Natale
25. Il Cielo
26. Amico
27. La favola mia

#### Natale a Zerolandia(1980-1981)

Renato Zero mentre canta il brano Niente trucco stasera a Natale a Zerolandia.

I consueti concerti natalizi tra fine e inizio anno, i primi intitolati Natale a Zerolandia, si svolgono a Roma dal 22 dicembre 1980 al 2 gennaio 1981 (il tendone fu montato in Via Cristoforo Colombo, angolo Via Costantino), mentre come città settentrionale viene scelta Torino, che ospita il cantante all'ex Foro Boario in Corso Vittorio Emanuele II, dal 6 al 12 gennaio e dal 15 al 18 gennaio 1981. In alcune delle giornate torinesi lo spettacolo non si svolge, a causa di un'influenza del cantante.
Lo spettacolo è simile alla tournée svoltasi negli stadi durante l'estate 1980, Senza Tregua, per sopperire alla mancata tappa romana di quest'ultimo, in quanto né lo Stadio Olimpico né lo Stadio Flaminio vengono concessi per ospitare il concerto nella Capitale. Zero è nuovamente accompagnato dalla band e riprende anche molti dei costumi utilizzati durante gli spettacoli estivi, mentre la scaletta subisce qualche variazione.

Renato Zero mentre canta il brano Vivo a Natale a Zerolandia 1980/81.

Tra queste, Renato presenta in anteprima il brano Più su, poi incisa in studio solo nel 1995. Quest'ultima versione viene successivamente inserita nel triplo cofanetto Renatissimo!, pubblicato nel 2006.
Celebre è l'intro parlato utilizzato in apertura dello spettacolo, poi ripreso anche nelle due serie successive:
Per noi che, forse, sembriamo strani, ma che in fondo siamo così umani... già!
È Natale malgrado l'apparenza. Per noi che vogliamo vivere. Per noi che abbiamo pazienza. Per noi che lavoriamo in segreto, che ci diamo da fare affinché questa vita incazzata possa cambiare umore e diventare un'altra occasione... un altro Natale.
E noi ci siamo tutti e siamo davvero più veri di ieri.
Prestateci un sogno, lasciateci ancora tentare.
Perché questa notte sia eterna.
Perché sia una notte... d'amore!»
Dalle registrazioni dei concerti è tratto il doppio album dal vivo Icaro, pubblicato il successivo 18 marzo 1981. Le date torinesi vengono riprese per lo special televisivo Viaggio a Zerolandia, poi trasmesso sulla Rete 2 il 20 aprile 1981. Lo stesso special viene pubblicato in VHS nel 1991 e in DVD nel 2017 (per la collana Zero Collection), con il titolo La notte di Icaro.

Renato Zero canta il brano Chi più chi meno a Natale a Zerolandia 1980/81.

- Scaletta tipica:

1. Intro
2. Paleobarattolo
3. No! Mamma, no!
4. Vivo
5. Sesso o esse
6. Niente trucco stasera
7. Qualcuno mi renda l'anima
8. Morire qui
9. Madame
10. Un uomo da bruciare
11. Inventi
12. Triangolo
13. Manichini
14. Potrebbe essere Dio
15. Non sparare!
16. Profumi, balocchi e maritozzi
17. Chi più chi meno
18. Buon Natale
19. Fortuna
20. Amico
21. Il cielo
22. Il carrozzone
23. Più su

Altri brani eseguiti:
- La rete d'oro
- La tua idea
- Civiltà

#### I sigilli al tendone e la fine del sogno
Il 23 dicembre 1982 partì, per il quarto anno consecutivo, Natale a Zerolandia; l'avventura, però, durò poco, dato che il 24 dicembre intervenne la Questura di Roma che sequestrò tutti i biglietti e diffidò dal continuare lo spettacolo. La sospensione era dovuta al fatto che la tenda, secondo quanto dichiarato, non fosse conforme alle norme di sicurezza.
Successivamente, Renato intervenne a Domenica in, nella puntata del 26 dicembre, per lanciare un appello alle istituzioni affinché potesse riprendere i concerti in programma a Zerolandia: la richiesta fu accolta e lo spettacolo del 27 dicembre si svolse regolarmente.

Il tendone utilizzato nel 1982, al quale vennero messi i sigilli.

Il 28 dicembre 1982, nel tardo pomeriggio, intervenne la Polizia su ordinanza del pretore Eugenio Bettiol; gli agenti entrarono all'interno del tendone con i mitra e intimarono il pubblico di uscire. Alla fine, dovette intervenire Zero da dietro le quinte pregando tutte le persone già sedute di abbandonare la tenda. Una volta sfollata, a Zerolandia vennero apposti i sigilli.
Dopo l'intervento dell'allora sindaco di Roma, Ugo Vetere, al cantautore venne offerto il Palazzo dello Sport, dove Zero portò il suo spettacolo esibendosi il 1º gennaio 1983 davanti a circa 20.000 persone.
Dopo Roma, lo spettacolo si trasferì a Milano nel periodo dell'Epifania, per poi ritornare nella Capitale dal 26 al 30 gennaio 1983. Queste ultime date romane si svolsero in una tenda più capiente rispetto a quella utilizzata precedentemente.
La chiusura di Zerolandia sancì la fine di un'epoca e Zero espresse tutta la sua rabbia e la sua delusione per la chiusura del tendone nel brano Giorni, inserito nell'album Leoni si nasce pubblicato nel 1984.

### Identikit Tour(1984-1985)
Identikit Tour è l'ottava tournée di Renato Zero, usata per promuovere l'album Identikit Zero. Nelle tappe a Roma del 25 e 31 dicembre 1984 e in quella del 1º gennaio 1985 il tour assunse il nome Natale a Zerolandia.

### Zero Tour(1986)
Zero Tour è la undicesima tournée di Renato Zero.

#### Scaletta
1. Più su
2. Niente trucco stasera
3. Vivo
4. Morire qui
5. Non sparare
6. Fantasmi
7. Un uomo da bruciare
8. Infiniti treni*
9. Donna donna donna
10. Fortuna
11. Per non essere così
12. Sterili
13. Amico
14. Uomo no
15. Il carrozzone
16. Il cielo
17. Amico
18. *Cantata solo a Sabaudia e Viareggio

### ZeroLive(1987-1988)
ZeroLive è la dodicesima tournée di Renato Zero.

#### Scaletta
1. Siamo eroi
2. Ostinato amore
3. È la pioggia che va
4. Problemi
5. Per non essere così
6. Spiagge
7. Padre nostro
8. Artisti
9. Ed io ti seguirò
10. Lontano lontano
11. La voce del silenzio
12. Lei
13. Calendario
14. Potrebbe essere Dio
15. Promessa
16. Danza macaraba
17. Facile
18. Telecomando
19. Infernale dilemma
20. Più o meno
21. Amico
22. Ho dato
23. Il cielo
24. Arrivederci

### Voyeur Tour(1989)
Il Voyeur Tour è la tredicesima tournée di Renato Zero, collegata all'album Voyeur.

#### Scaletta
1. Intro musicale
2. Paleobarattolo
3. Il jolly
4. Notte balorda
5. Motel
6. Svegliati
7. Non sparare
8. Madame
9. Marciapiedi
10. Sesso o esse
11. Ho dato
12. Amico
13. L'ammucchiata
14. Padre nostro
15. Sogni di latta
16. Uomo, no!
17. Il canto di Esmeralda
18. I nuovi Santi
19. Talento
20. Rose
21. Accade
22. Il grande mare
23. Voyeur
24. Ha tanti cieli la Luna
25. Più su
26. Il cielo

### Stellarium(1990)
Lo Stellarium Live è la quattordicesima tournée di Renato Zero.

### Zero40(1990)
Zero40 è la quindicesima tournée di Renato Zero.

### ZerOpera/ZerOpera Estate(1993)
ZerOpera è la sedicesima tournée di Renato Zero divisa in due parti: quella estiva e quella invernale.

### L'Imperfetto in Tour(1995)
L'Imperfetto in Tour è la diciassettesima tournée di Renato Zero, utilizzata per promuovere l'album omonimo: L'imperfetto.

### TuttoZero(1996)
TuttoZero è la diciottesima tournée di Renato Zero, collegata all'album Sulle tracce dell'imperfetto. Solo nella tappa di Pescara Renato si esibisce con il brano Chi

#### Scaletta
1. Vivo
2. Io uguale io
3. Per non essere così
4. Medley 1 (Il caos/Fantasmi/Chiedi di più/Regina/Che ti do)
5. Inventi
6. Fortuna
7. Spiagge
8. Periferia
9. Digli no
10. Non sparare
11. Manichini
12. Ho dato
13. Amando amando
14. Morire qui
15. Marciapiedi
16. Medley 2 (Amore sì, amore no/Baratto/Profumi, balocchi e maritozzi/Sbattiamoci/Amore al verde/Fiori d'arancio)
17. Felici e perdenti
18. Problemi
19. Nei giardini che nessuno sa
20. Medley 3 (Che bella libertà/Angeli/Bella gioventù/Figli della guerra/Uomo no/Arrendermi mai)
21. Spalle al muro
22. I migliori anni della nostra vita
23. Giorni
24. Triangolo/Mi vendo
25. Paleobarattolo
26. Il cielo
27. chi (Cantata solo nella tappa di Pescara)

#### Formazione
- Lele Melotti: batteria
- Maurizio Galli: basso
- Giorgio Cocilovo : chitarra
- Luciano Ciccaglioni : chitarra
- Stefano Senesi : pianoforte
- Giorgio Costantini : tastiere

#### Date
| #  | Giorno         | Città       | Luogo |
| -- | -------------- | ----------- | ----- |
| 1  | 15 marzo 1996  | Pescara     |       |
| 2  | 16 marzo 1996  | Bari        |       |
| 3  | 17 marzo 1996  | Bari        |       |
| 4  | 18 marzo 1996  | Palermo     |       |
| 5  | 19 marzo 1996  | Catania     |       |
| 6  | 21 marzo 1996  | Milano      |       |
| 7  | 22 marzo 1996  | Milano      |       |
| 8  | 23 marzo 1996  | Milano      |       |
| 9  | 24 marzo 1996  | Milano      |       |
| 10 | 25 marzo 1996  | Piacenza    |       |
| 11 | 27 marzo 1996  | Ravenna     |       |
| 12 | 30 marzo 1996  | Viareggio   |       |
| 13 | 31 marzo 1996  | Viareggio   |       |
| 14 | 10 aprile 1996 | Perugia     |       |
| 15 | 10 aprile 1996 | Perugia     |       |
| 16 | 13 aprile 1996 | Firenze     |       |
| 17 | 14 aprile 1996 | Firenze     |       |
| 18 | 15 aprile 1996 | Firenze     |       |
| 19 | 17 aprile 1996 | Roma        |       |
| 20 | 18 aprile 1996 | Roma        |       |
| 21 | 19 aprile 1996 | Roma        |       |
| 22 | 20 aprile 1996 | Roma        |       |
| 23 | 22 aprile 1996 | Napoli      |       |
| 24 | 23 aprile 1996 | Napoli      |       |
| 25 | 24 aprile 1996 | Napoli      |       |
| 26 | 25 aprile 1996 | Lecce       |       |
| 27 | 27 aprile 1996 | Cremona     |       |
| 28 | 29 aprile 1996 | Legnano     |       |
| 29 | 30 aprile 1996 | Brescia     |       |
| 30 | 2 maggio 1996  | Torino      |       |
| 31 | 3 maggio 1996  | Torino      |       |
| 32 | 4 maggio 1996  | Torino      |       |
| 33 | 6 maggio 1996  | Bologna     |       |
| 34 | 7 maggio 1996  | Bologna     |       |
| 35 | 10 maggio 1996 | Alessandria |       |
| 36 | 11 maggio 1996 | Livorno     |       |
| 37 | 12 maggio 1996 | Livorno     |       |
| 38 | 14 maggio 1996 | Arezzo      |       |
| 39 | 17 maggio 1996 | Zurigo      |       |
| 40 | 20 maggio 1996 | Alessandria |       |
| 41 | 24 maggio 1996 | Firenze     |       |
| 42 | 25 maggio 1996 | Firenze     |       |
| 43 | 26 maggio 1996 | Firenze     |       |
| 44 | 27 maggio 1996 | Firenze     |       |
| 45 | 4 giugno 1996  | Roma        |       |
| 46 | 5 giugno 1996  | Roma        |       |
| 47 | 6 giugno 1996  | Roma        |       |
| 48 | 7 giugno 1996  | Roma        |       |
| 49 | 8 giugno 1996  | Roma        |       |
| 50 | 2 luglio 1996  | Roma        |       |

### Tour dopo tour(1998)
Tour dopo tour è la diciannovesima tournée di Renato Zero, utilizzata per promuovere il fortunatissimo (oltre 1 400 000 copie) album Amore dopo amore.

### Cantiere Fonòpoli(1999)
Cantiere Fonòpoli è la ventesima tournée di Renato Zero, dedita a finanziare il progetto Fonòpoli.

#### Scaletta
1. Amico
2. Niente trucco stasera
3. Medley:
  1. No! Mamma, no!
  2. Svegliati
  3. La rete d'oro
  4. Tu che sei mio fratello
  5. Sogni di latta
  6. Artisti
  7. Uomo, no
4. L'italiana
5. Mi ameresti
6. Dimmi chi dorme accanto a me
7. Fine favola
8. Fortuna
9. L'impossibile vivere
10. Emergenza noia
11. Potrebbe essere Dio
12. Cercami
13. Il carrozzone
14. Medley:
  1. Rose
  2. Resisti
  3. Voyeur
  4. Manichini
15. Al buio
16. Spiagge
17. La pace sia con te
18. Bella gioventù (solo l'8 giugno a Firenze)
19. Medley: 
  1. Morire qui
  2. Triangolo
  3. Mi vendo
20. Nei giardini che nessuno sa
21. Figaro
22. I migliori anni della nostra vita
23. Il coraggio delle idee
24. Si sta facendo notte
25. Il cielo

La BAND:
- Lele Melotti: batteria
- Paolo Costa: basso
- Giorgio Cocilovo : chitarra
- Michele Ascolese : chitarra
- Stefano Senesi : pianoforte
- Giovanni Boscariol : tastiere
- Rosario Jermano : percussioni
- Orchestra Fonopoli diretta dal maestro Renato Serio

#### Date
| #  | Giorno         | Città   | Luogo                             |
| -- | -------------- | ------- | --------------------------------- |
| 1  | 8 giugno 1999  | Firenze | Stadio Artemio Franchi            |
| 2  | 11 giugno 1999 | Roma    | Stadio Olimpico (Curva Sud)       |
| 3  | 12 giugno 1999 | Roma    | Stadio Olimpico (Curva Sud)       |
| 4  | 13 giugno 1999 | Roma    | Stadio Olimpico (Curva Sud)       |
| 5  | 15 giugno 1999 | Bari    | Arena della Vittoria              |
| 6  | 17 giugno 1999 | Napoli  | Stadio San Paolo                  |
| 7  | 19 giugno 1999 | Roma    | Stadio Olimpico (Curva Sud)       |
| 8  | 20 giugno 1999 | Roma    | Stadio Olimpico (Curva Sud)       |
| 9  | 22 giugno 1999 | Milano  | Ippodromo del Galoppo di San Siro |
| 10 | 24 giugno 1999 | Udine   | Stadio Friuli                     |
| 11 | 26 giugno 1999 | Ancona  | Stadio Del Cornero                |
| 12 | 29 giugno 1999 | Torino  | Stadio delle Alpi                 |

### Prove di volo/Prove di volo Estate(2002)
Prove di volo è la ventunesima tournée di Renato Zero collegata all'album La curva dell'angelo.

#### Scaletta
Tour primaverile
1. Ouverture (orchestra)
2. Svegliatevi poeti
3. Una magia
4. Il maestro
5. Un nemico sincero
6. Artisti
7. Medley: Ostinato amore - Mi ameresti - Chi più chi meno - Nel fondo di un amore
8. Motel
9. Cercami
10. Dimmi chi dorme accanto a me
11. La medicina
12. Storie da dimenticare
13. Libera
14. Madame
15. Innocente
16. Qualcuno mi ha ucciso
17. Medley Felici e perdenti/Emergenza/Digli di no/Via dei martiri/Casal de' pazzi[17]
18. La pace sia con te
19. Nuda proprietà
20. Medley: L'aquilone Piero - Ciao Stefania - La grande assente - Foto di gruppo - Anima grande - Angeli
21. Non cancellate il mio mondo
22. Medley: Triangolo - Mi vendo
23. Il cielo
24. I migliori anni della nostra vita
25. Il carrozzone[18]

Tour estivo
1. Ouverture (orchestra)
2. Amico
3. Niente trucco stasera
4. Cercami
5. Il Maestro
6. Un nemico sincero
7. Spiagge
8. Morire qui
9. Inventi
10. La medicina
11. Felici e perdenti
12. Siamo eroi
13. Storie da dimenticare
14. Motel
15. La pace sia con te
16. Via dei martiri
17. Madame
18. Più su
19. Figaro
20. Pura luce
21. Non cancellate il mio mondo
22. Il cielo
23. Triangolo-Mi vendo
24. I migliori anni della nostra vita
25. Il carrozzone[19]

Formazione
- Stefano Senesi: Pianoforte
- Lele Melotti: Batteria
- Paolo Costa: Basso
- Giorgio Cocilovo: Chitarre
- Maurizio Fiordiliso: Chitarre
- Marco Forni: Tastiere

#### Date
| #  | Giorno         | Città                   | Luogo                   |
| -- | -------------- | ----------------------- | ----------------------- |
| 1  | 12 aprile 2002 | Foligno                 | PalaPaternesi           |
| 2  | 15 aprile 2002 | Firenze                 | Nelson Mandela Forum    |
| 3  | 16 aprile 2002 | Firenze                 | Nelson Mandela Forum    |
| 4  | 18 aprile 2002 | Caserta                 | Palazzetto dello Sport  |
| 5  | 20 aprile 2002 | Palermo                 | Palasport Fondo Patti   |
| 6  | 21 aprile 2002 | Acireale                | PalaTupparello          |
| 7  | 22 aprile 2002 | Reggio Calabria         | PalaPentimele           |
| 8  | 24 aprile 2002 | Bari                    | PalaFlorio              |
| 9  | 25 aprile 2002 | Bari                    | PalaFlorio              |
| 10 | 27 aprile 2002 | Perugia                 | PalaEvangelisti         |
| 11 | 28 aprile 2002 | Pesaro                  | BPA Palas               |
| 12 | 30 aprile 2002 | Milano                  | FilaForum               |
| 13 | 1 maggio 2002  | Milano                  | FilaForum               |
| 14 | 5 maggio 2002  | Treviso                 | PalaVerde               |
| 15 | 7 maggio 2002  | Montichiari             | PalaGeorge              |
| 16 | 10 maggio 2002 | Bologna                 | PalaMalaguti            |
| 17 | 11 maggio 2002 | Genova                  | Palazzetto dello Sport  |
| 18 | 13 maggio 2002 | Firenze                 | Nelson Mandela Forum    |
| 19 | 14 maggio 2002 | Firenze                 | Nelson Mandela Forum    |
| 20 | 16 maggio 2002 | Lugano                  | ?                       |
| 21 | 17 maggio 2002 | Varese                  | Palasport Lino Oldrini  |
| 22 | 19 maggio 2002 | Torino                  | PalaStampa              |
| 23 | 23 maggio 2002 | Parma                   | PalaRaschi              |
| 24 | 22 giugno 2002 | Ancona                  | Stadio Del Conero       |
| 25 | 25 giugno 2002 | Monza                   | Stadio Brianteo         |
| 26 | 28 giugno 2002 | Codroipo                | Villa Manin             |
| 27 | 1 luglio 2002  | Torino                  | Stadio Delle Alpi       |
| 28 | 4 luglio 2002  | Brescia                 | Stadio Mario Rigamonti  |
| 29 | 7 luglio 2002  | Grosseto                | Stadio Carlo Zecchini   |
| 30 | 10 luglio 2002 | Lucca (Summer Festival) | Stadio Porta Elisa      |
| 31 | 13 luglio 2002 | Salerno                 | Stadio Arechi           |
| 32 | 15 luglio 2002 | Pescara                 | Stadio Adriatico        |
| 33 | 19 luglio 2002 | Roma                    | Stadio Olimpico         |
| 34 | 25 luglio 2002 | Taranto                 | Stadio Erasmo Iacovone  |
| 35 | 28 luglio 2002 | Catanzaro               | Stadio Nicola Ceravolo  |
| 36 | 31 luglio 2002 | Catania                 | Stadio Angelo Massimino |
| 37 | 4 agosto 2002  | Viareggio               | Stadio Dei Pini         |
| 38 | 16 agosto 2002 | Montecarlo              | Sporting Club           |
| 39 | 17 agosto 2002 | Montecarlo              | Sporting Club           |

### Cattura il sogno(2004)
Cattura il sogno è la prima tournée collegata all'album Cattura (la ventiduesima in totale).

### Il sogno continua...(2004)
1. Overture
2. Prendimi
3. Medley: L'impossibile vivere/ Il maestro/ Marciapiedi/ L'italiana/ Figaro
4. Manichini
5. La favola mia
6. Come mi vorresti
7. A braccia aperte
8. Cercami
9. Nei giardini che nessuno sa
10. Medley: Niente/ Tragico samba/ Sterili/ Rose/ Fermati/ Qualcuno mi renda l'anima/ Una magia/ Navigare
11. Leggera (Inedito,mai inciso)
12. Naturalmente strano
13. La Vie
14. jasmine
15. Mi vendo
16. Magari
17. Vizi e desideri
18. Vivo
19. Galeotto fu il canotto
20. non deludermi (mariella nava)
21. Medley: Il carrozzone/ Il coraggio delle idee/ Libera/ Più su/ Potrebbe essere Dio/ Spalle al muro
22. Triangolo
23. Spiagge
24. Amico assoluto
25. Il cielo
26. I migliori anni della nostra vita

### ZeroMovimento(2006)
ZeroMovimento è il tour legato all'album Il dono, svoltosi dal 10 febbraio al 4 aprile 2006 in 14 tappe, per un totale di 25 spettacoli.

### .MpZero(2007)

#### Date
| # | Giorno         | Città   | Luogo                  | Paganti |
| - | -------------- | ------- | ---------------------- | ------- |
| 1 | 26 maggio 2007 | Padova  | Stadio Euganeo         | 21.000  |
| 2 | 2 giugno 2007  | Roma    | Stadio Olimpico        | 100.000 |
| 3 | 3 giugno 2007  | Roma    | Stadio Olimpico        | 100.000 |
| 4 | 9 giugno 2007  | Milano  | Stadio San Siro        | 53.000  |
| 5 | 13 giugno 2007 | Firenze | Stadio Artemio Franchi | 25.000  |
| 6 | 16 giugno 2007 | Bari    | Arena della Vittoria   | 18.000  |
| 7 | 20 giugno 2007 | Palermo | Velodromo              | 23.000  |

#### Scaletta
1. Tutti per zero (inedito)
2. Io uguale io
3. Niente trucco stasera
4. Svegliatevi poeti
5. Infiniti treni
6. Siamo eroi
7. Cercami
8. Ostinato amore
9. L'ambulanza
10. Il maestro
11. Dimmi chi dorme accanto a me
12. Artisti
13. Profumi, balocchi e maritozzi
14. Sono innocente
15. Magari
16. Sosia
17. Immi ruah
18. Ave Maria (Cantata solo nella tappa di Bari)
19. Baratto
20. Accade
21. Spiagge
22. Sesso o esse
23. L'impossibile vivere
24. Triangolo
25. D'aria e di musica
26. Fammi sognare almeno tu
27. Il cielo (sostituita da "La vita è un dono" nella tappa di Palermo)

### ZeroNoveTour(2009)

#### Date
- 16 ottobre, Acireale, Palasport
- 17 ottobre, Acireale, Palasport
- 20 ottobre, Barletta, Pala Disfida
- 21 ottobre, Barletta, Pala Disfida
- 23 ottobre, Caserta, Pala Maggiò
- 24 ottobre, Caserta, Pala Maggiò
- 26 ottobre, Firenze, Nelson Mandela Forum
- 27 ottobre, Firenze, Nelson Mandela Forum
- 29 ottobre, Firenze, Nelson Mandela Forum
- 6 novembre, Bologna, Futur Show Station
- 9 novembre, Ancona, PalaRossini
- 10 novembre, Ancona, PalaRossini
- 13 novembre, Roma, PalaLottomatica
- 14 novembre, Roma, PalaLottomatica
- 16 novembre, Roma, PalaLottomatica (con Mario Biondi)
- 17 novembre, Roma, PalaLottomatica (con Mario Biondi)
- 19 novembre, Eboli, Palasele
- 20 novembre, Eboli, Palasele
- 23 novembre, Genova, Vaillant Palace
- 24 novembre, Genova, Vaillant Palace
- 26 novembre, Mantova, Pala Bam
- 29 novembre, Torino, Palasport Olimpico - Isozaky
- 30 novembre, Torino, Palasport Olimpico - Isozaky
- 4 dicembre, Padova, Pala Fiera
- 5 dicembre, Padova, Pala Fiera
- 11 dicembre, Milano, Mediolanum Forum (con Mario Biondi)
- 12 dicembre, Milano, Mediolanum Forum (con Mario Biondi)
- 14 dicembre, Milano, Mediolanum Forum (con Mario Biondi)
- 21 dicembre, Roma, PalaLottomatica (con Fiorella Mannoia)
- 22 dicembre, Roma, PalaLottomatica (con Mario Biondi)

#### Scaletta
1. Vivo
2. Ancora qui
3. Questi amori
4. Emergenza noia
5. Mentre aspetto che ritorni
6. Qualcuno mi renda l'anima
7. L'incontro
8. Inventi
9. Potrebbe essere Dio
10. Non smetterei più
11. Salvami
12. L'ormonauta
13. Almeno una parola
14. Ambulante
15. Quando parlerò di te
16. Morire qui
17. Un'altra gioventù
18. Muoviti
19. 113
20. Figaro
21. Professore
22. Felici e perdenti
23. Il sole che non vedi
24. Buon Natale
25. Unici
26. I migliori anni della nostra vita

### Sei Zero(2010)
Sei Zero è la ventisettesima tournée di Renato Zero svoltasi a Roma in Piazza di Siena dal 29 settembre al 9 ottobre 2010 per otto concerti in occasione del sessantesimo compleanno del cantautore.

### Amo in Tour(2013-2014)
Amo Tour è la ventottesima tournée di Renato Zero composta da due parti: la prima si è svolta dal 27 aprile al 22 maggio 2013 al PalaLottomatica in Roma per quindici concerti. Fa seguito all'uscita dell'album Amo - Capitolo I.

### Alt in Tour(2016-2017)
Alt in Tour è il nome della trentesima tournée di Renato Zero, svoltasi dal 24 novembre 2016 al 29 gennaio 2017; è collegata al disco Alt.

### Zerovskij - Solo per amore(2017)
Zerovskij - Solo per amore è la trentunesima tournée di Renato Zero, svoltasi a partire dal 1º luglio 2017; è collegata all'omonimo disco Zerovskij - Solo per amore.
La Tournée viene definita da Zero una sorta di teatro totale e non un concerto classico oppure musical.
In questa Tournée Renato vuole che Morte, Odio, Tempo, Amore vengano umanizzati e messi a confronto.
A differenza delle altre tournée, la scaletta di questo spettacolo non presenta i soliti brani presentati da Zero durante I suoi concerti classici, ma vengono ripescati pezzi più o meno conosciuti del suo repertorio. Durante il Tour vengono presentati 6 inediti scritti da Zero in collaborazione con Renato Serio e cantati dagli stessi attori di Morte, Tempo, Odio, Amore tranne "Tutti vogliono fare il presidente" cantata da Zero.
1. La stazione
2. Ti do i voli miei
3. Vivo qui
4. Un secondino anch'io (Tempo)
5. Dedicato a te
6. L'amore che ti cambia
7. Il mio momento
8. Sono odioso (Odio)
9. Stalker
10. Ci fosse un'altra vita
11. Padre nostro
12. Siamo eroi
13. Danza macabra (Morte)
14. Scommetti (Amore)
15. Potrebbe essere Dio
16. Infiniti treni
17. Mi trovi dentro te
18. Motel
19. Colpevoli
20. Io e Lucifero (Odio)
21. Pazzamente amare
22. Aria di settembre
23. Tutti vogliono fare il presidente
24. Singoli
25. Un uomo da niente
26. Marciapiedi
27. Gli angoli bui
28. L'ultimo valzer (Morte)
29. Ti andrebbe di cambiare il mondo?
30. Putti & Cherubini S.P.A.
31. Cara
32. Cara (reprise)

#### Le date
- 1,2,4,5,6 Luglio: Roma, Stadio del Tennis
- 18 Luglio: Barolo, Collisioni Festival
- 29 Luglio: Lajatico, Teatro del silenzio
- 15 Agosto (Data Speciale): Monte Carlo
- 1,2 Settembre: Verona, Arena di Verona
- 7,9 Settembre: Taormina, Teatro Antico

### Zero il Folle in Tour(2019-2020)
Zero Il Folle In Tour è il nome della trentaduesima tournée di Renato Zero, in svolgimento dal 1º Novembre 2019 al 31 Gennaio 2020. È collegata al disco Zero Il Folle.

### Zero a Zero - Una sfida in musica(2023)
Zero a Zero - Una sfida in musica è il trentatreesimo tour del cantautore italiano Renato Zero, svoltosi dal 7 marzo al 4 maggio 2023 in 10 città italiane, per un totale di 24 spettacoli.